# Valkeakoski
Valkeakoski est une ville du sud-ouest de la Finlande. Elle se situe dans la région du Pirkanmaa.
Valkeakoski a absorbé Sääksmäki en 1973.

## Histoire
La région est peuplée dès l'âge du bronze.
L'ancien fort de Rapola (fi), qui a fonctionné de la Préhistoire au Moyen Âge, est un des plus importants sites archéologique du pays.
En 1335, la paroisse de Sääksmäki est une des premières du Häme à être fondée. Un des villages de cette immense paroisse se développe autour des moulins utilisant l'énergie des rapides, les villageois y apportant leur grains à moudre depuis les autres parties de la région.
Tout s'accélère pour Sääksmäki lors de la deuxième moitié du XIXe siècle.
Le canal reliant les deux lacs est inauguré en 1869, et la décennie suivante est celle de l'explosion de l'industrie autour des rapides de Valkeakoski.
C'est principalement la pâte à papier qui tire la croissance. Dès 1883, Valkeakoski devient le principal village de la paroisse avec un tiers des habitants, et juste avant l'indépendance de la Finlande regroupe la majorité de la population.
Si Valkeakoski compte une importante population ouvrière sensible à la situation politique en Russie, Sääksmäki est une municipalité rurale conservatrice.
Pendant de la Guerre civile, lors de la défaite des rouges, Valkeakoski est le village qui verra la plus forte proportion de ses habitants tués dans tout le pays. Les tensions irrémédiables aboutissent à la séparation entre ce qui est devenu la 4e plus importante ville papetière d'Europe et sa paroisse d'origine en 1922. En 1973, Sääksmäki, devenue une pauvre petite commune rurale, sera rattachée à Valkeakoski, une des villes les plus riches du pays.
Depuis la fin des années 1980, la ville souffre de la crise des industries traditionnelles et tente de se reconvertir.
La ville reste un fief d'UPM qui reste largement le premier employeur mais va voir sa position affaiblie par les licenciements en cours. Elle a réussi à faire redescendre le chômage à un taux voisin de 7,5 %, mais a subi quand même une baisse de 10 % de sa population en 20 ans.

## Géographie
La ville est située entre deux lacs importants, le Roine-Mallasvesi et le Vanajavesi, liés par des rapides (5 mètres de dénivelé) qui ont à l'origine fourni l'énergie nécessaire à l'industrie. Tampere est à 35 km et Helsinki à 145 km, reliées toutes deux par la nationale 3 (E12).
Les communes limitrophes sont Toijala et Viiala au sud-ouest, Lempäälä à l'ouest, Kangasala au nord, Pälkäne au nord-est, et côté Kanta-Häme Hattula au sud-est et Kalvola au sud.

## Démographie
Depuis 1980, l'évolution démographique de Valkeakoski est la suivante, :
| Année      | 1980   | 1985   | 1990   | 1995   | 2000   | 2005   |
| ---------- | ------ | ------ | ------ | ------ | ------ | ------ |
| population | 22 780 | 22 582 | 21 724 | 21 168 | 20 493 | 20 408 |

| Année      | 2010   | 2015   | 2020   |
| ---------- | ------ | ------ | ------ |
| population | 20 844 | 21 216 | 20 892 |

## Politique et administration

### Conseil municipal
Les sièges des conseillers municipaux de Valkeakoski sont répartis comme suit:
| Parti     | Parti                                    | Sièges 2021–2025 |
| --------- | ---------------------------------------- | ---------------- |
|           | Parti social-démocrate de Finlande       | 15               |
|           | Parti de la Coalition nationale          | 11               |
|           | Alliance de gauche                       | 4                |
|           | Vrais Finlandais                         | 8                |
|           | Ligue verte                              | 1                |
|           | Chrétiens-démocrates                     | 2                |
|           | Parti du centre                          | 1                |
|           | Valkeakosken Sitoutumattomat yhteislista | 1                |
| Sources : |                                          |                  |

### Subdivisons administratives
L'agglomération centrale de Valkeakoski est formée de 26 quartiers qui se subdvisent en sections.
Les 26 quartiers et leurs sections sont:

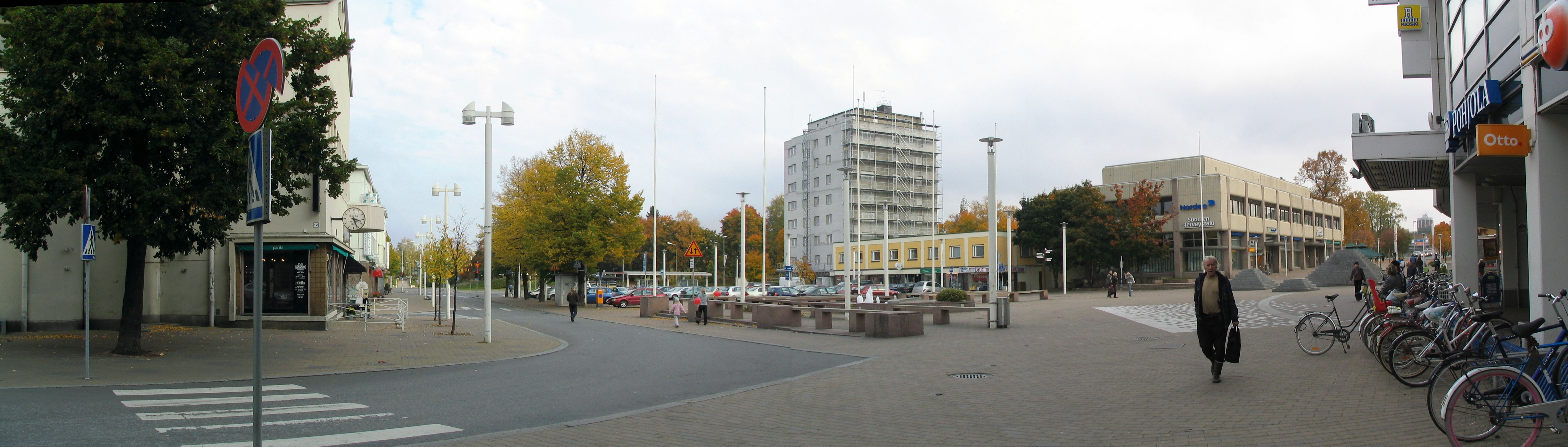
Le centre de Valkeakoski.

| Quartier | Sections                                                                                  |
| -------- | ----------------------------------------------------------------------------------------- |
| 1.       | Tervasaari - Myllysaari - Tietola - Tehtaankatu                                           |
| 2.       | Ydinkeskusta - Tallinmäki - Kerhomaja                                                     |
| 3.       | Kauppilanmäki - Yrjölä - Heikkilä                                                         |
| 4.       | Jyräänmäki - Haka-alue - Kaskela - Laiska - Lumikorpi - Naakanrinne - Naakka - Pässinmäki |
| 5.       | Antinniemin                                                                               |
| 6.       | Roukko                                                                                    |
| 7.       | Matinmäki - Lotila - Mäntylä - Roukonperä - Vääräkoivu                                    |
| 8.       | Lintula                                                                                   |
| 9.       | Kirjasniemi                                                                               |
| 10.      | Ulvajanniemi                                                                              |
| 11.      | Pohjankorpi - Tyry                                                                        |
| 12.      | Juhannusvuori - Kokkola - Naakka - Raikas - Sassi                                         |
| 13.      | Jätevedenpuhdistamo                                                                       |

| Quartier | Sections            |
| -------- | ------------------- |
| 14.      | Raija - Koivuniemi  |
| 15.      | Sointula            |
| 16.      | Eerola              |
| 17.      | Pispantalli         |
| 18.      | Holmi - Varsanhäntä |
| 19.      | Kärjenniemi         |
| 20.      | Irjala              |
| 21.      | Kemmola             |
| 22.      | Juusonranta         |
| 23.      | Valto               |
| 24.      | Mahlianmaa          |
| 25.      | Länsi-Lintula       |
| 26.      | Jutikkala           |

## Économie

### Principales entreprises
En 2021, les principales entreprises privées de Valkeakoski par chiffre d'affaires sont :
| Société                        | C.A.   |
| ------------------------------ | ------ |
| Walki Oy                       | 197 M€ |
| Amcor Flexibles Valkeakoski Oy | 88 M€  |
| Adara Pakkaus Oy               | 43 M€  |
| Walki Medical Oy               | 35 M€  |
| Valkeakosken Energia Oy        | 26 M€  |
| K-Citymarket Valkeakoski       | 16 M€  |
| VaBe Oy                        | 16 M€  |
| Styroplast Oy                  | 13 M€  |
| Koskin Automyynti Oy           | 12 M€  |
| ST-autokeskus                  | 9 M€   |

### Employeurs
En 2022, ses plus importants employeurs privés sont:
| Employeur                      | Employés |
| ------------------------------ | -------- |
| Walki Oy                       | 366      |
| Amcor Flexibles Valkeakoski Oy | 277      |
| Adara Pakkaus Oy               | 129      |
| VaBe Oy                        | 102      |
| Fenix Marin Oy                 | 76       |
| Valkeakosken Liikenne Oy       | 35       |
| Hypap Oy                       | 35       |
| Valkeakosken Energia Oy        | 34       |
| Hakafood Oy                    | 33       |
| Kuljetus Säteri Oy             | 32       |

## Transports

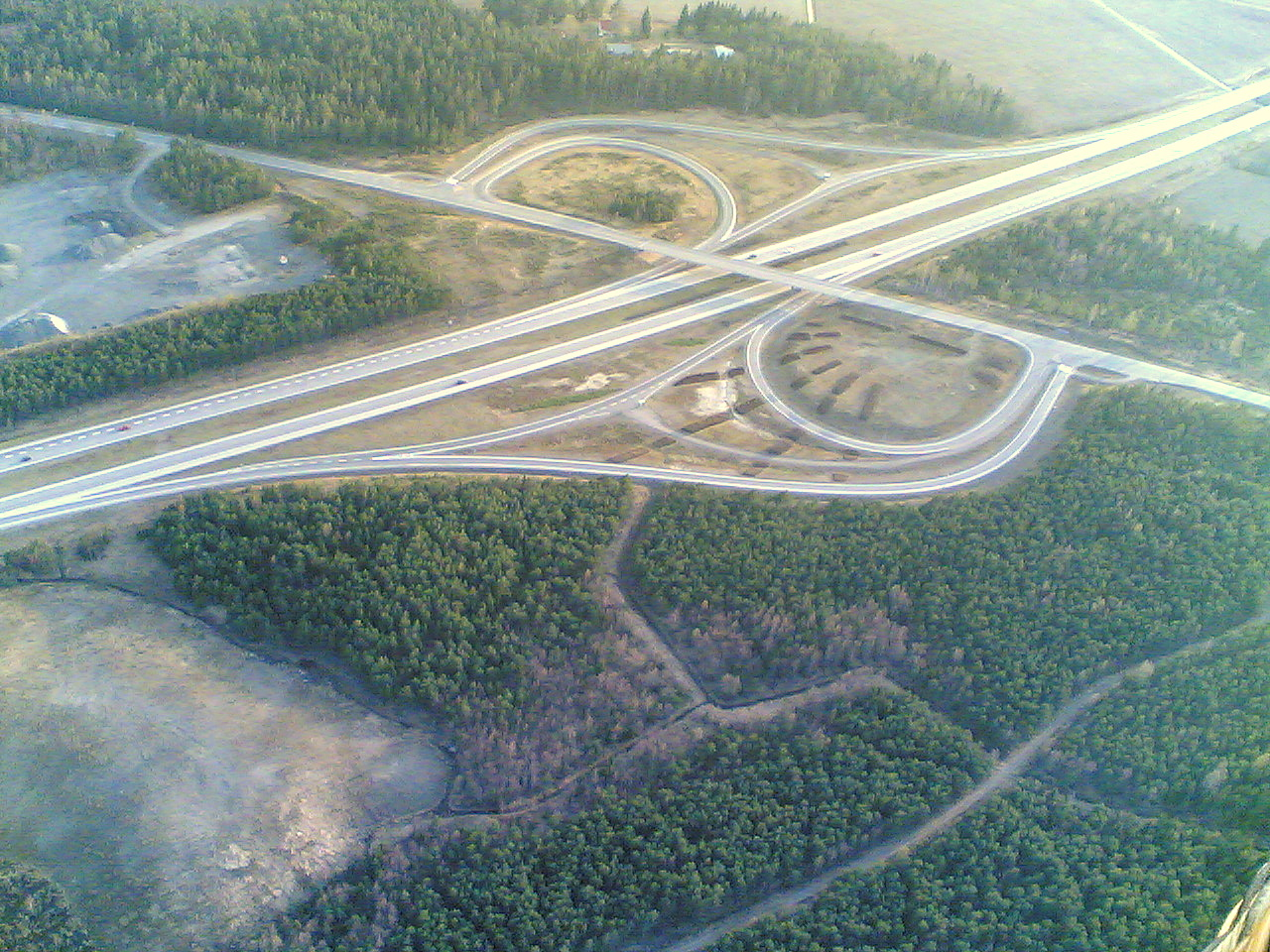
Echangeur de la route nationale 3 et de la route régionale 130.

### Transports routiers
Valkeakoski est à une heure et demie d'Helsinki et à 30 minutes de Tampere ou d'Hämeenlinna.
La municipalité de Valkeakoski est traversée par la route nationale 3 qui est accessible du centre par la route régionale 304.
La route régionale 130 passe à proximité du centre de Valkeakoski.
La route régionale 307 mène à Pälkäne et la route régionale 310 à Kangasala.

### Bus
Avec la liaison train-bus via Toijala, le temps de trajet le plus rapide entre Valkeakoski et Helsinki et entre Valkeakoski et Turku est d'environ deux heures.
Le trajet entre Valkeakoski et Tampere dure environ une heure.
Il y a environ 15 de bus quotidiens entre Valkeakoski et Toijala du lundi au vendredi et cinq les fins de semaine..
Nokia, Ikaalinen, Seinäjoki et Vaasa sont également accessibles en bus express direct à depuis Valkeakoski.
Il existe aussi des services directs réguliers de Valkeakoski à Kangasala, Hauho et Pälkäne.

### Navigation
Valkeakoski est le long d'une voie navigable et le canal de Valkeakoski (fi) relie le lac Mallasvesi au lac Vanajavesi.

### Distances
| - Sääksmäki 8 km - Tampere 35 km - Kangasala 32 km | - Akaa (Toijala) 21 km - Lempäälä 21 km - Pälkäne 24 km | - Iittala 22 km - Hämeenlinna 44 km - Forssa 75 km | - Helsinki 145 km - Turku 145 km - Lahti 103 km |

## Jumelages
La ville de Valkeakoski est jumelée avec :
| Ville | Ville        | Pays | Pays      | Période     |
| ----- | ------------ | ---- | --------- | ----------- |
|       | Gotland      |      | Suède     |             |
|       | Jelenia Góra |      | Pologne   | depuis 1979 |
|       | Kragerø      |      | Norvège   | depuis 1954 |
|       | Mariehamn    |      | Finlande  | depuis 1999 |
|       | Nanchang     |      | Chine     | depuis 1997 |
|       | Sokol        |      | Russie    | depuis 1971 |
|       | Vechelde     |      | Allemagne | depuis 1976 |

## Lieux et monuments
- Église de Metsäkansa (fi)
- Église de Sääksmäki
- Église de Valkeakoski
- Gare de Kuurila (fi)
- Gare de Valkeakoski
- Gare de Metsäkansa (fi)
- Canal de Valkeakoski (fi)
- Canal d'Apia (fi)
- Apianlahden linnosaari (fi)

## Sports
La ville est connue pour son club de football, un des meilleurs de Finlande, financé notamment par l'industrie papetière: le FC Haka Valkeakoski, 9 fois vainqueur du championnat (2e) et 12 fois de la coupe de Finlande (record national).
C'est la ville de naissance du pilote de vitesse moto Mika Kallio, de l'ancien entraîneur de NHL Alpo Suhonen et du compositeur Eero Hämeenniemi.

## Personnalités de Valkeakoski
- Veikko Hakulinen
- Mika Kallio
- Pentti Linkola
- Iris Sihvonen
- Emil Wikström
- Juhani Peltonen
- Alpo Suhonen
- Antti Muurinen

Le compositeur Vinc2 a rendu hommage à cette ville dans son album "Exoplanète" (2008, Musea Records) à travers le morceau "Valkeakoski"

## Galerie

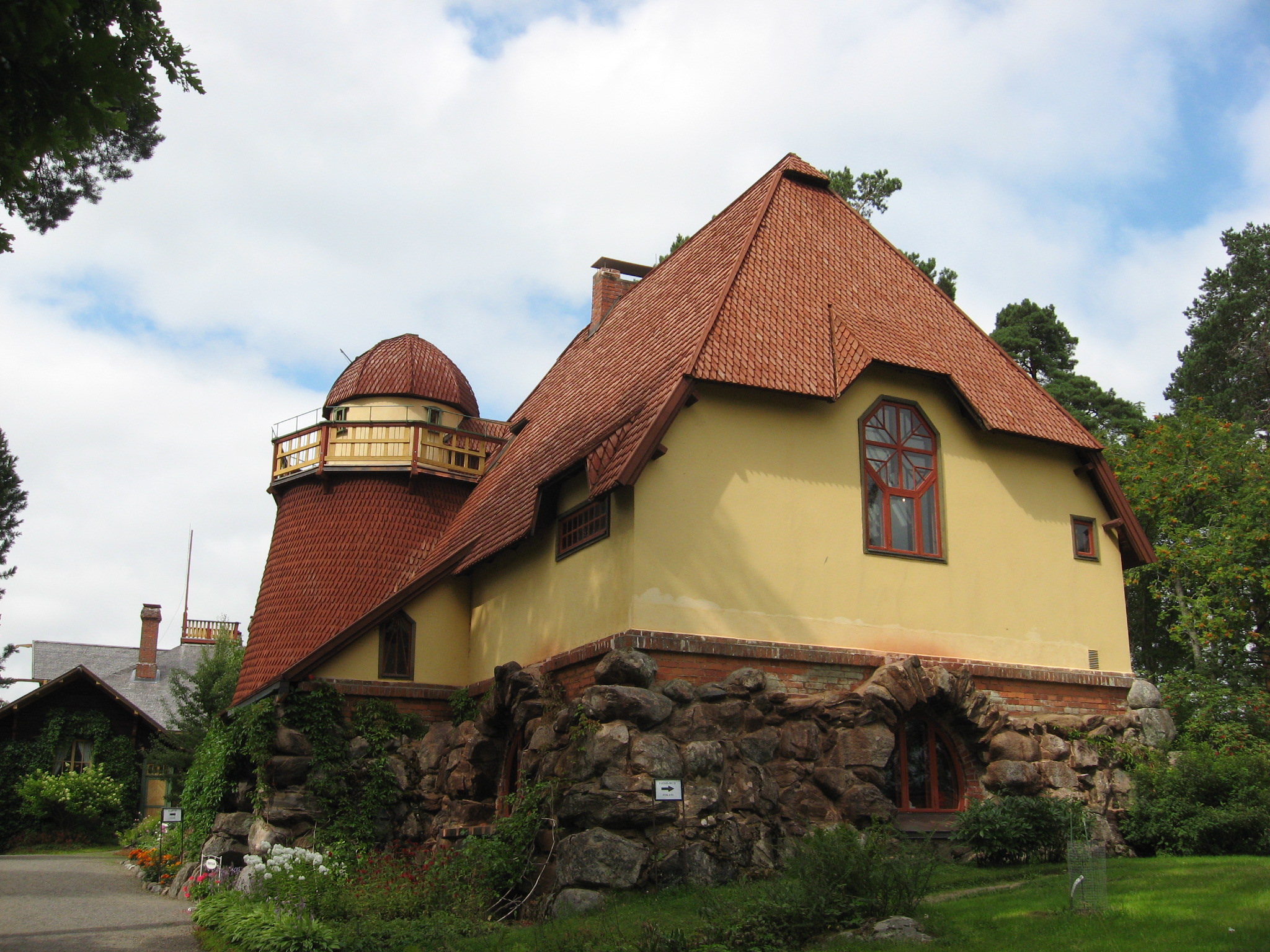
Atelier d'Emil Wikström, Visavuori
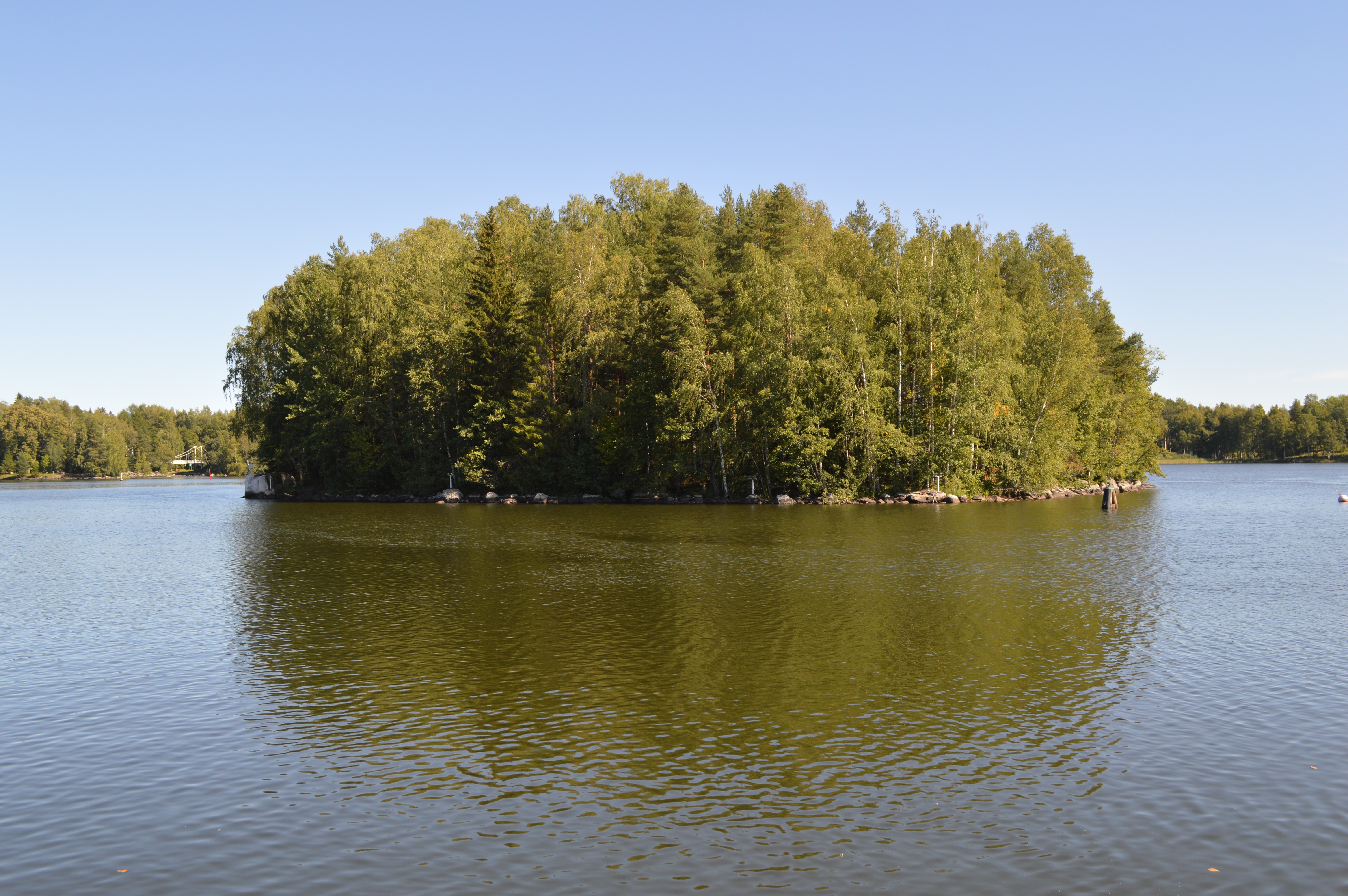
Linnosaari à Valkeakoski.
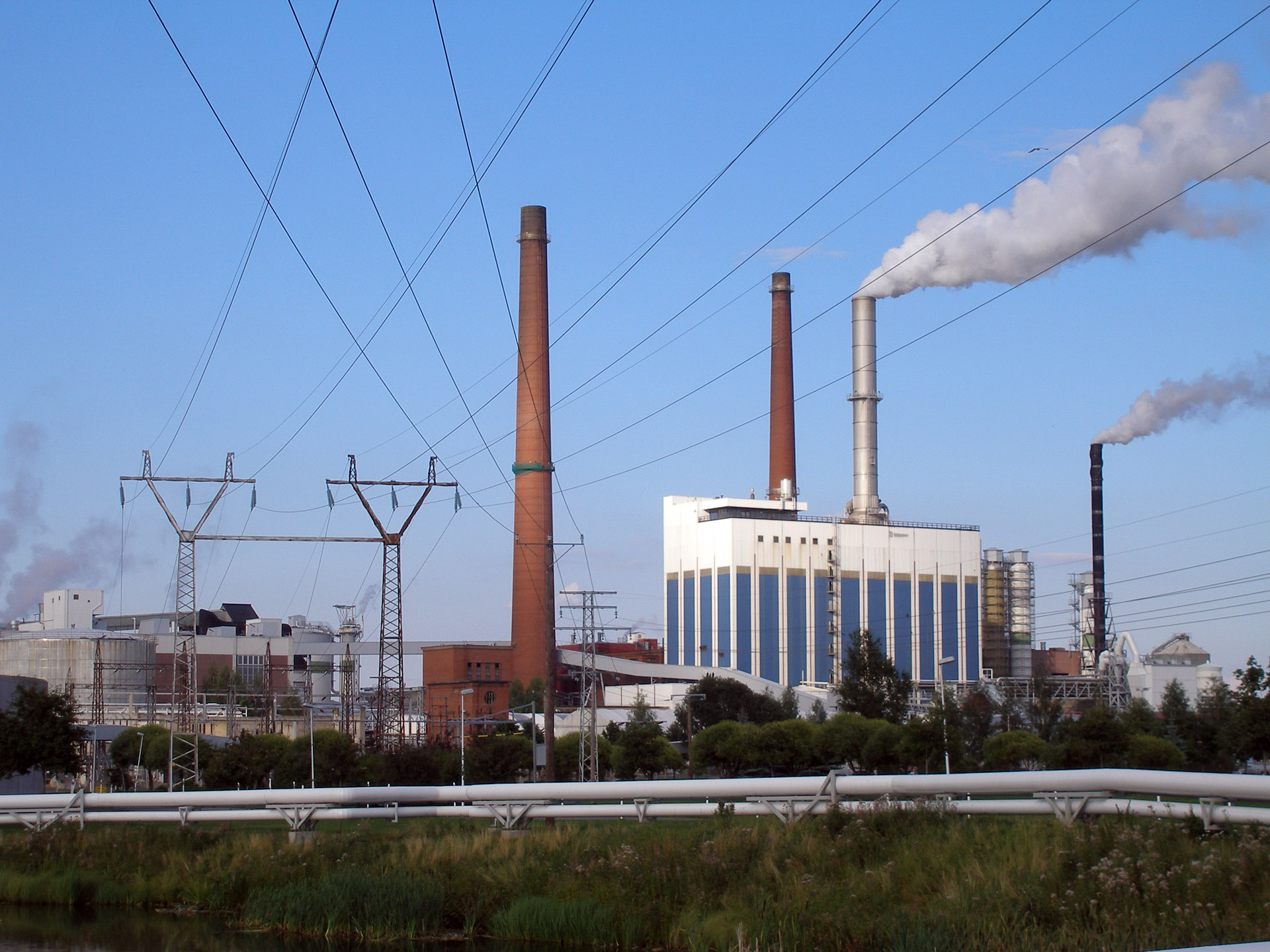
Papeterie de Tervasaari.
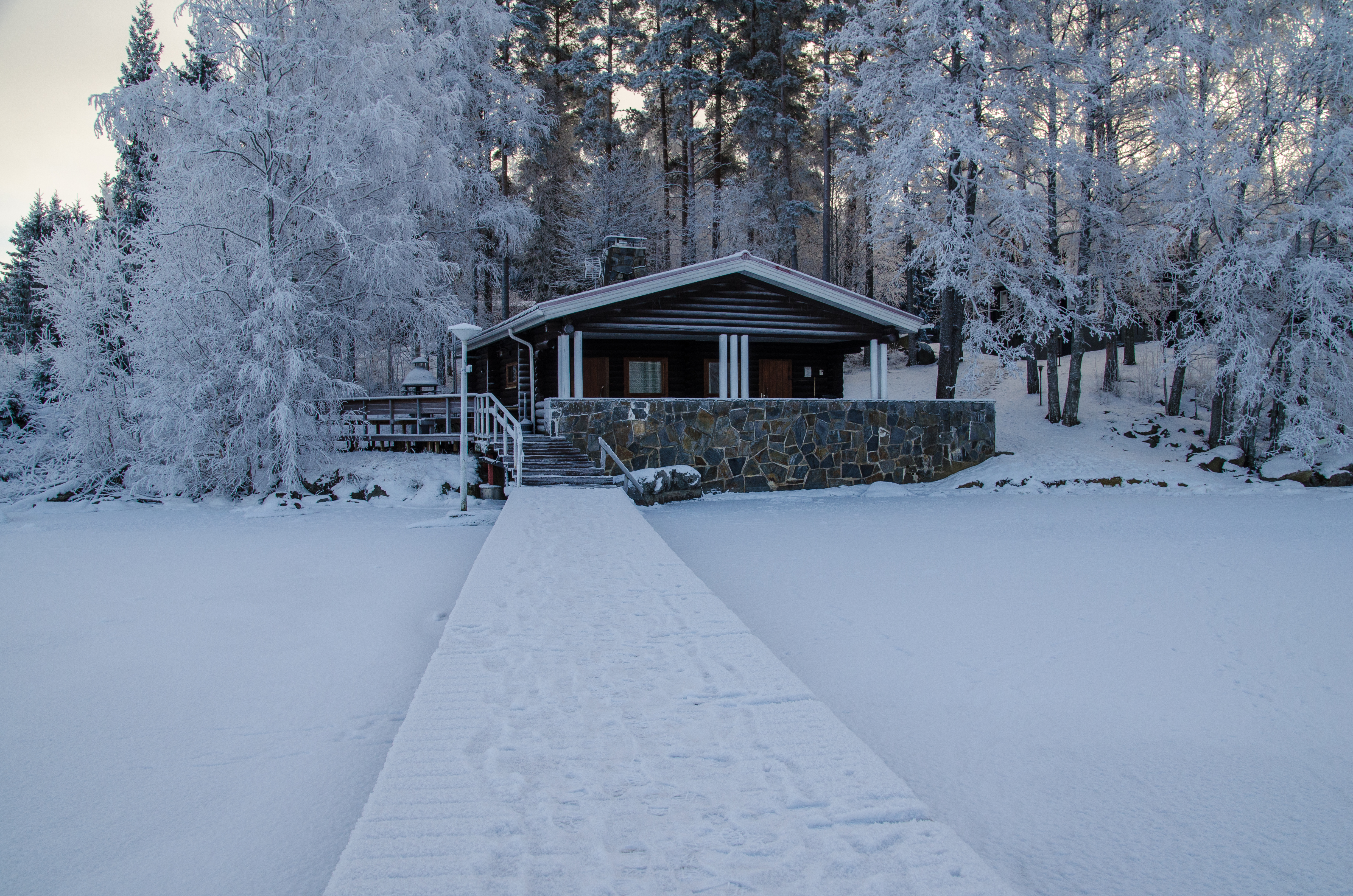
Sauna de Hakapirtti.
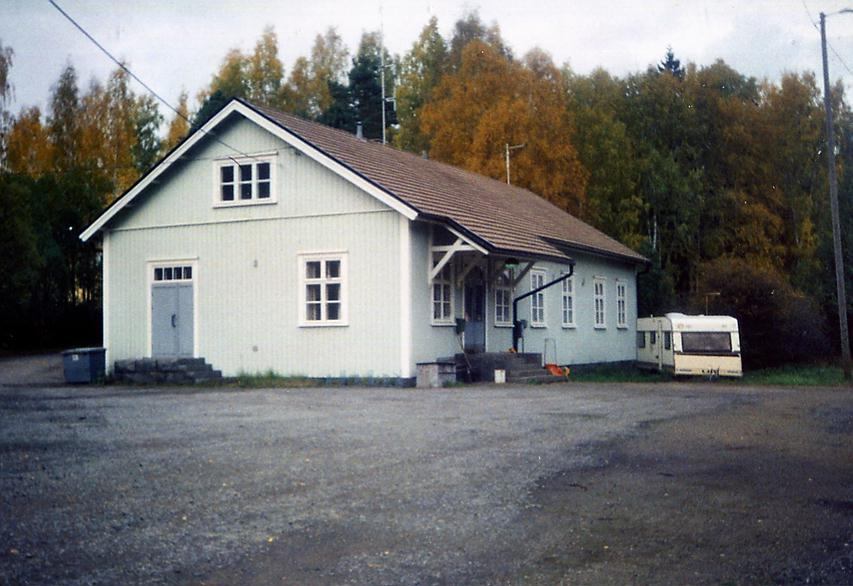
Gare de Valkeakoski

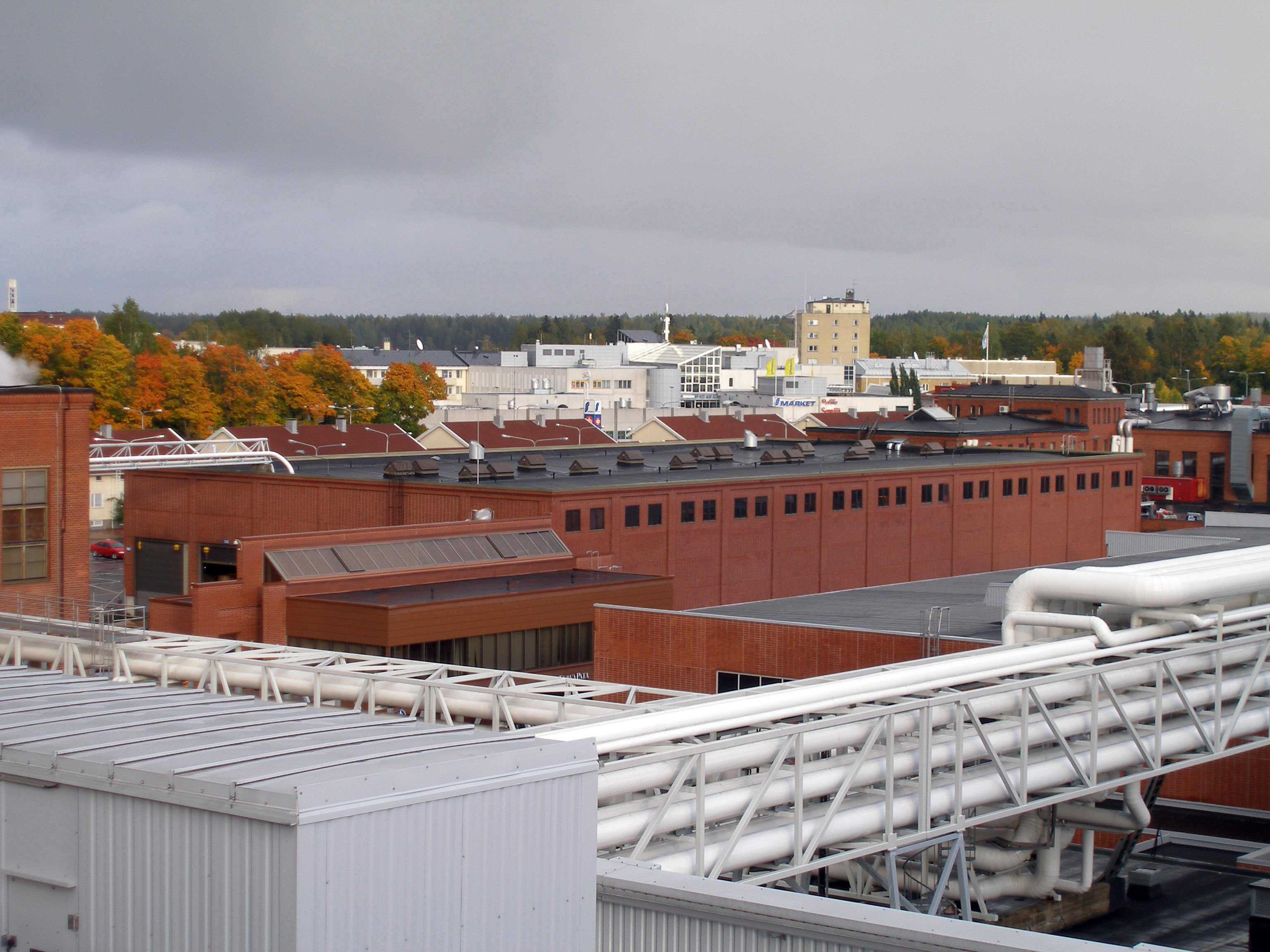
Papeterie de Tervasaari.
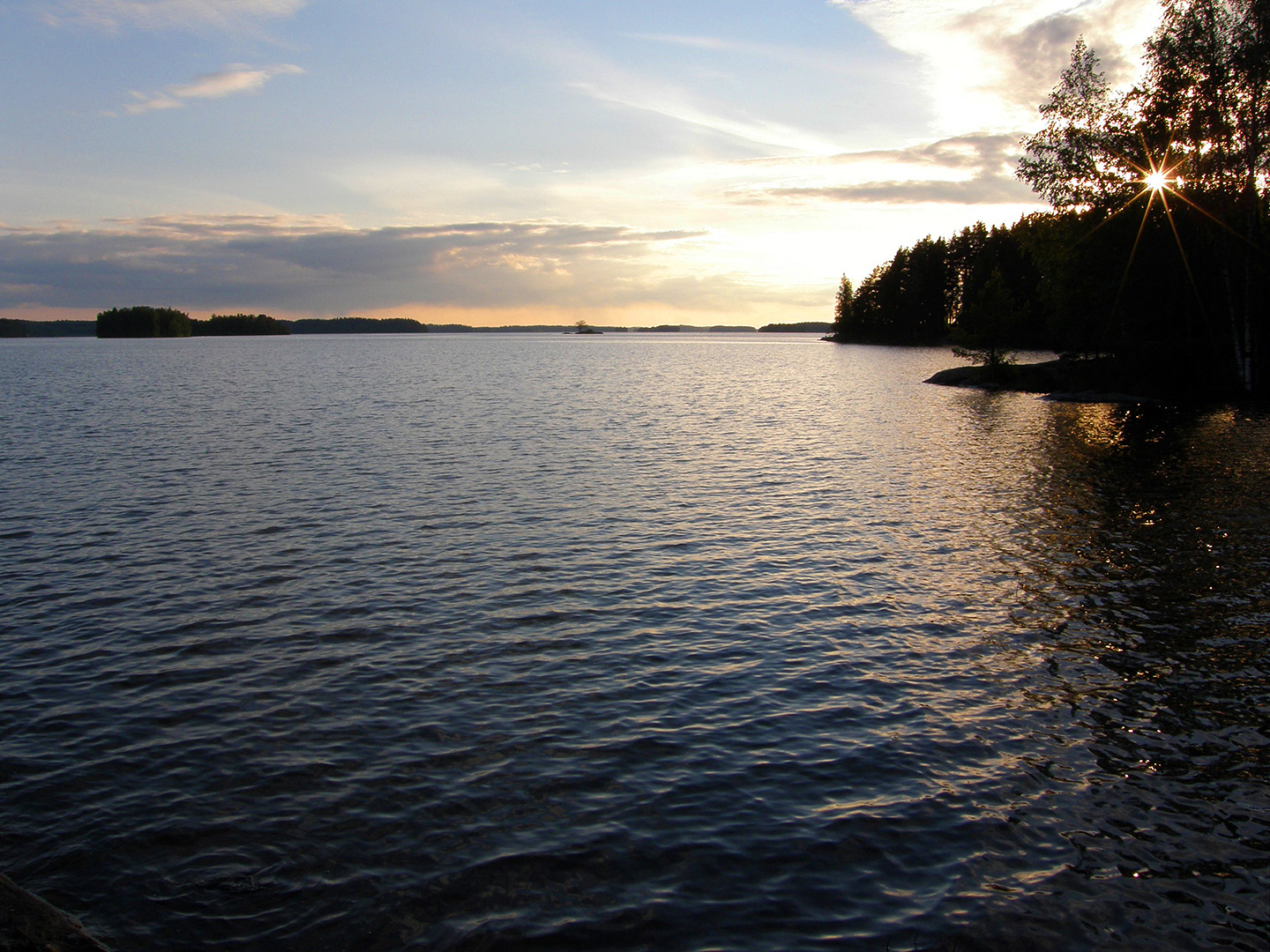
Lac Vanajavesi.
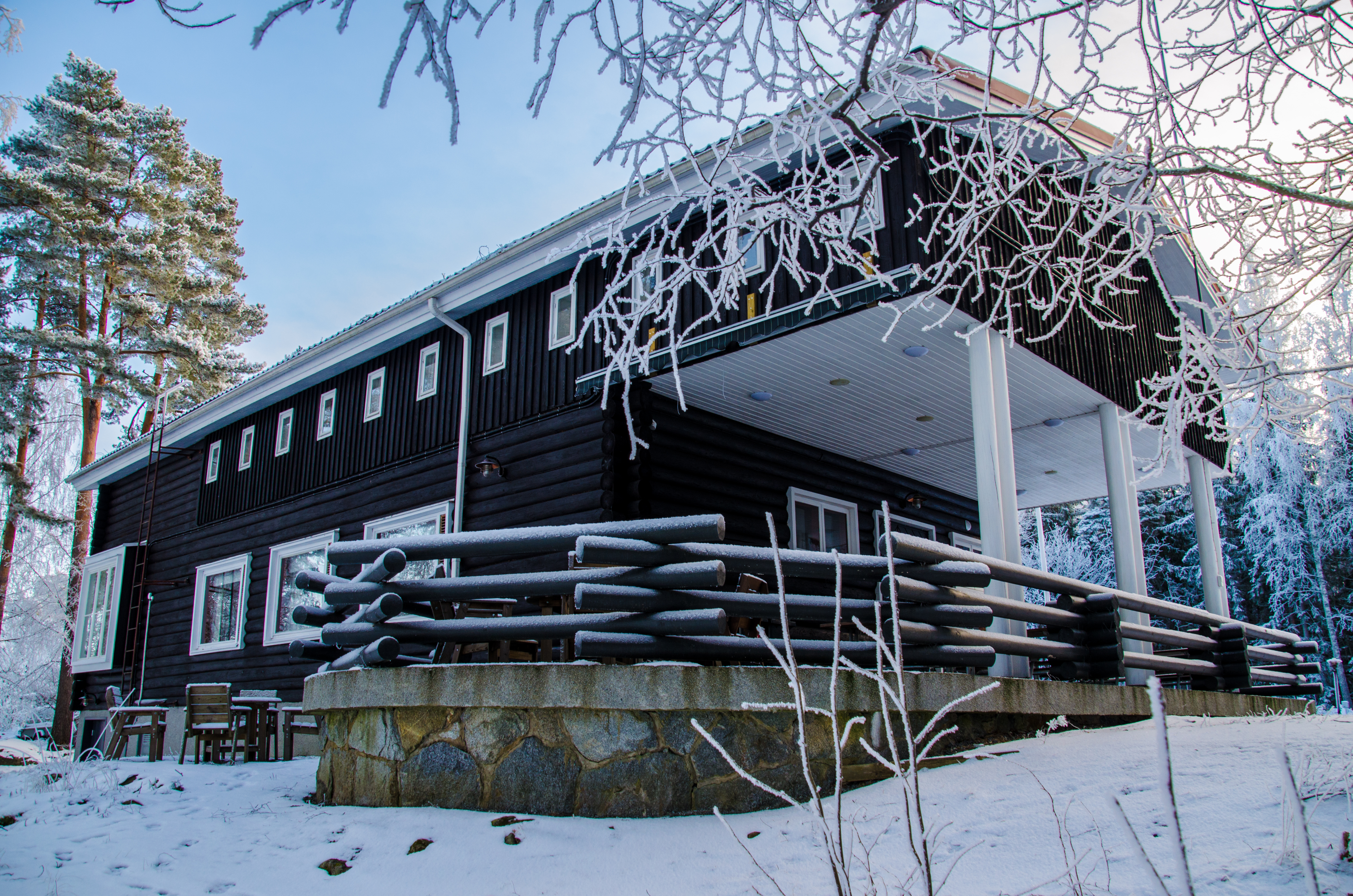
Hakapirtti.
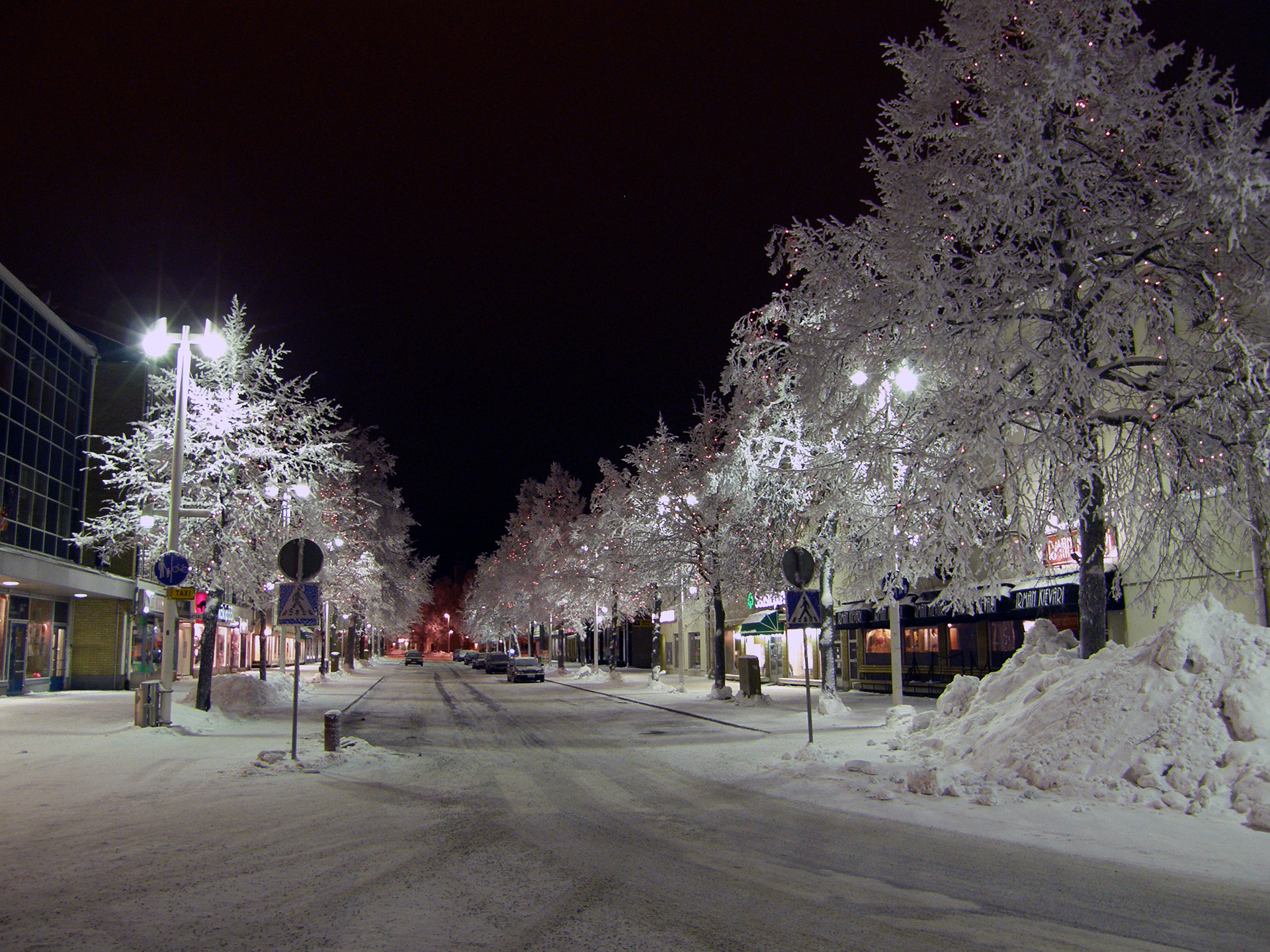
Rue Valtakatu.
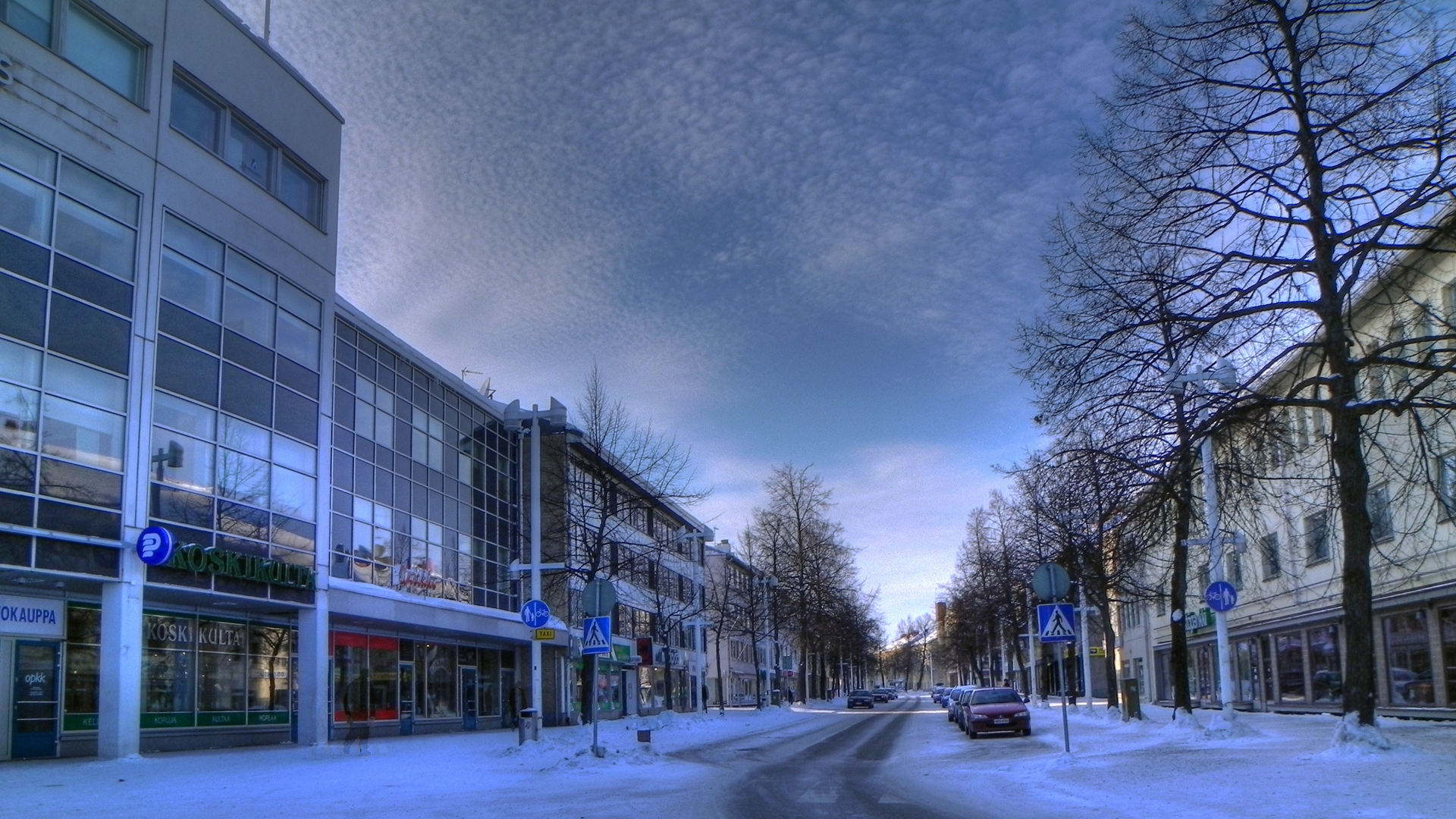
Rue Valtakatu.